# Diogo Ferreira (Fußballspieler)
Diogo Alexandre Alves Ferreira (* 5. Oktober 1989 in Footscray) ist ein ehemaliger australisch-portugiesischer Fußballspieler.

## Karriere
Ferreira spielte im Nachwuchs des Green Gully SC, bevor er 2005 nach einem erfolgreichen Probetraining in die Nachwuchsabteilung des portugiesischen Spitzenklubs FC Porto wechselte. Im Anschluss verbrachte er zwei Jahre auf Leihbasis im Nachwuchsbereich von AD Oeiras, bevor er nach Australien zurückkehrte. Nachdem er 2009 eine Saison für Green Gully in der Victorian Premier League gespielt hatte, schloss er sich zur Saison 2009/10 dem Nachwuchsteam von Melbourne Victory an, mit dem er in der National Youth League antrat.
Im März 2010 kam er im Rahmen der AFC Champions League erstmals für Victorys Profiteam zum Einsatz und unterzeichnete wenig später, ebenso wie sein Jugendteamkollege Petar Franjic, einen Profivertrag über zwei Jahre. Unter Trainer Ernie Merrick kam Ferreira in den folgenden beiden Spielzeiten zumeist im Mittelfeld regelmäßig zum Einsatz, schaffte es aber nicht sich dauerhaft als Stammspieler zu etablieren. In diese Zeit fielen auch zahlreiche Berufungen in die australische U-23-Auswahl. Neben der Teilnahme an einem Turnier in Vietnam 2010 wirkte er auch in der erfolglosen Qualifikation für das olympische Fußballturnier 2012 mit.
In der Spielzeit 2012/13 kam Ferreira unter Ange Postecoglou überwiegend als rechter Außenverteidiger zum Einsatz, der die Leistungen des Spielers angesichts dessen, dass dies nicht seine „natürliche Position“ sei, als „okay“ bezeichnete. Trotz 16 Einsätzen im Saisonverlauf erhielt Ferreira am Saisonende kein neues Vertragsangebot. Einen neuen Arbeitgeber fand er wenig später mit dem Ligakonkurrenten Brisbane Roar, bei dem er in der Saisonvorbereitung 2013/14 ebenfalls auf der Rechtsverteidigerposition eingesetzt wurde. Am Ende der Saison gewann er mit seinem Team die Meisterschaft.
Zur Spielzeit 2014/15 zog es ihn dann weiter zu Perth Glory, wo er nun die nächsten beiden Spielzeiten verbrachte. Zum August 2018 folgte ein Wechsel nach Indonesien zu PERSIB Bandung, für diese kam er aber in nur einem einzigen Ligaspiel zum Einsatz. Gleich zum Start des Jahres 2017 wechselte er so dann auch weiter nach Malaysia zum Penang FC. Dort war er zumindest bis Mitte Mai 2017 unter Vertrag, wobei sein letzter Einsatz für die Mannschaft bereits Anfang März war.
Mitte 2017 schloss er sich dem Mohun Bagan AC an für die bevorstehende Saison in der Calcutta Football League an. Von einer Rückenverletzung in der Saisonvorbereitung beeinträchtigt, löste er seinen Vertrag aus „familiären Gründen“ bereits im November 2017 wieder auf, ohne ein Pflichtspiel bestritten zu haben. In der Folge war er kurzzeitig noch beim japanischen Klub Tochigi SC und in Melbourne bei Dandenong City SC in der NPL Victoria aktiv.
Nach seinem Karriereende betreibt Ferreira unter dem Namen DF FOOTBALL eine Fußballschule und bietet Individualtrainings an. Zudem ist er auch im Klubfußball aktiv, 2021 war er Co-Trainer bei den Melbourne Knights in der NPL Victoria, 2022 wurde er Co-Trainer der Nachwuchsmannschaft von Western United.